# Cooke's Tour
Cooke's Tour è un album discografico del cantante statunitense soul e rhythm and blues Sam Cooke, pubblicato dalla casa discografica RCA Victor Records nel maggio del 1960.

## Tracce
Lato A
1. Far Away Places – 3:28 (Joan Whitney, Alex Kramer) – Registrato il 3 marzo 1960
2. Under Paris Skies – 3:10 (Jean Dréjac, Hubert Giraud, Kim Gannon) – Registrato il 3 marzo 1960
3. South of the Border (Down Mexico Way) – 3:10 (Jimmy Kennedy, Michael Carr) – Registrato il 2 marzo 1960
4. Bali Ha'i – 3:17 (Oscar Hammerstein II, Richard Rodgers) – Registrato il 3 marzo 1960
5. The Coffee Song (They've Got an Awful Lot of Coffee in Brazil) – 2:02 (Bob Hilliard, Dick Miles) – Registrato il 3 marzo 1960
6. Arrivederci, Roma (Goodbye to Rome) – 2:47 (Carl Sigman, Renato Rascel) – Registrato il 3 marzo 1960

Lato B
1. London by Night – 3:34 (Carroll Coates) – Registrato il 3 marzo 1960
2. Jamaica Farewell – 2:32 (Irving Burgess) – Registrato il 3 marzo 1960
3. Galway Bay – 3:00 (Dr. Arthur Colahan) – Registrato il 2 marzo 1960
4. Sweet Leilani – 2:57 (Harry Owens) – Registrato il 2 marzo 1960
5. The Japanese Farewell Song – 2:48 (Hasegawa Yoshida, Freddy Morgan) – Registrato il 2 marzo 1960
6. The House I Live In – 3:19 (Lewis Allen, Earl Robinson) – Registrato il 3 marzo 1960

## Musicisti
(Sessione di registrazione del 3 marzo 1960)
- Sam Cooke - voce
- Glenn Osser - conduttore orchestra, arrangiamenti
- Al Chernet - chitarra
- Clifton White - chitarra
- George Duvivier - contrabbasso
- Bunny Shawker - batteria
- Morris Wechsler - piano
- Jerome Weiner - flauto
- Hinda Barnett - violino
- James Bloom - violino
- Anthony DiGirolamo - violino
- Felix Giglio - violino
- Morris Lefkowitz - violino
- Ben Miller - violino
- David Nadien - violino
- Felix Orlewitz - violino
- Frank Siegfried - violino
- Ralph Silverman - violino
- Harry Urbont - violino
- Paul Winter - violino
- David Mankovitz - viola
- Isadore Zir - viola
- Ray Schweitzer - violoncello
- Abe Rosen - arpa

(Sessione di registrazione del 2 marzo 1960)
- Sam Cooke - voce
- Glenn Osser - conduttore orchestra, arrangiamenti
- Al Hanlon - chitarra
- Charles Macey - chitarra
- Clifton White - chitarra
- Lloyd Trotman - contrabbasso
- Bunny Shawker - batteria
- George Gabor - percussioni
- Hank Jones - piano
- Joe Small - flauto
- Hinda Barnett - violino
- Arcadie Berkenholz - violino
- James Bloom - violino
- Fred Buldrini - violino
- Harold Colletta - violino
- Anthony DiGirolamo - violino
- Arnold Eidus - violino
- Felix Giglio - violino
- Morris Lefkowitz - violino
- Felix Orlewitz - violino
- Frank Siegfried - violino
- Ralph Silverman - violino
- Harry Urbont - violino
- Paul Winter - violino
- Isadore Zir - viola
- Ray Schweitzer - violoncello
- Abe Rosen - arpa

Note aggiuntive
- Hugo Peretti e Luigi Creatore - produttori, note retrocopertina album originale
- Registrazioni effettuate il 2 e 3 marzo 1960 al RCA Victor Studios di New York City, New York
- Ray Hall - ingegnere delle registrazioni[2] [3]